# Đại học Cavendish Zambia
Đại học Cavendish Zambia (CUZ) là một trường đại học tư thục nằm ở Lusaka, Zambia và dự kiến sẽ chuyển đến thị trấn Kafue, nơi một khuôn viên mới đang được xây dựng. Trường được liên kết với Cavendish International Limited, London.
Đại học Cavendish Zambia được khai trương vào năm 2004 và là trường đại học tư thục đầu tiên hoạt động tại Zambia. Trường đại học đã đăng ký với Cơ quan Giáo dục Đại học, là một tổ chức hỗ trợ tài trợ được thành lập theo Đạo luật Giáo dục Đại học số 4 năm 2013. Cavendish cũng liên kết với Hiệp hội các trường Đại học Châu Phi (AAU).

## Cơ sở
- Cavendish University Main Campus - Villa Elizabeth, Lusaka
- Cavendish University Main Campus - Long Acres, Lusaka[6]

## Trường
Đại học Cavendish Zambia cung cấp các chương trình khác nhau được công nhận tại bốn trường:
- Trường Y
- Trường Pháp luật
- Trường Kinh doanh và Công nghệ Thông tin
- Trường Nghệ thuật, Giáo dục và Khoa học Xã hội